# Fertőrákos
Fertőrákos es un municipio del condado de Győr-Moson-Sopron, Hungría, situado a unos 10 km de Sopron, prop del llac lago Neusiedl, también conocido como Fertő. En 2011 tenía 2.146 habitantes.
Fertőrákos también cuenta con un pequeño puerto y una playa de arena con zona de baño, acceso que antes de 1989 se limitaba a la élite comunista.

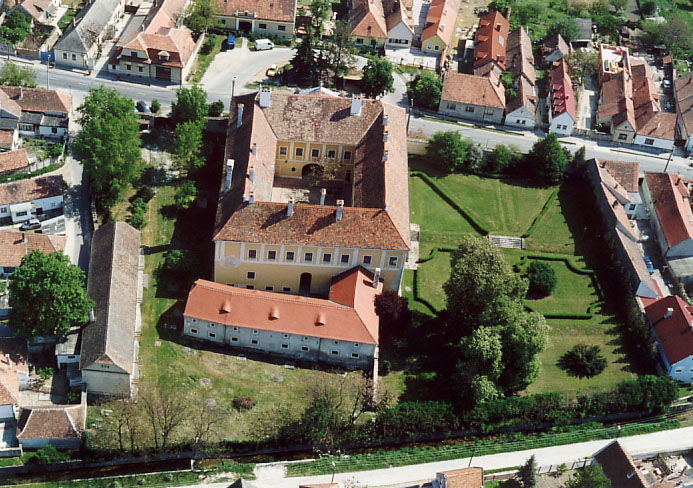
Palacio de Fertőrákos